# 마르크 가뇽
마르크 가뇽(프랑스어: Marc Gagnon, 1975년 5월 24일~)은 캐나다의 은퇴한 쇼트트랙 선수이다.
1993년 세계 쇼트트랙 선수권 대회에서 종합 우승했으며, 1994년 동계 올림픽에 참가하여 1000m에서 대한민국의 김기훈·채지훈에 이어 동메달을 획득했다. 세계 선수권에서 네 차례 종합 우승하였으며(1993년·1994년·1996년·1998년) 그 외에도 개별 종목에서 여러 차례 금메달을 획득했다. 1998년 동계 올림픽에서 5000m 계주 금메달을 획득했으며, 2002년 동계 올림픽에서 5000m 계주와 500m 개인에서 금메달, 1500m 개인에서 동메달을 획득했다.